# Antal Gyula (jogász)
Antal Gyula (Pécs, 1842. március 23. - Budapest,  1907. november 15.) magyar jogász, politikus, országgyűlési képviselő

## Életpályája
1857-től a pannonhalmi Szent Benedek-rend tagja volt; 1865-ben kilépett. 1867-ben jogtudományi diplomát szerzett a budapesti tudományegyetemen. 1869-ben tett ügyvédi vizsgát.  1869 és 1875 között ügyvédi gyakorlatot folytatott. Ugyanakkor 1867 és 1869 között a pécsi jogi líceum rendes tanára volt. 1869-ben az osztrák polgári jog tárgyköréből magántanári képesítést szerzett, ezt követően 1869 és 1881 között a budapesti tudományegyetem magántanára, az egyházi jog és az osztrák polgári jog nyugalmazott  rendkívüli tanára (1881–1885), majd nyugalmazott rendes tanára volt 1885 és 1905 között. Országgyűlési képviselőnek választották Szabadelvű Párti programmal a Siklósi (1875–1881), a Pécsi (1884–1892), végül a Dárdai választókerületben (1892–1896). 

## Főbb művei
- A köteles részről. (Bp., 1869)